# 바넷 파커

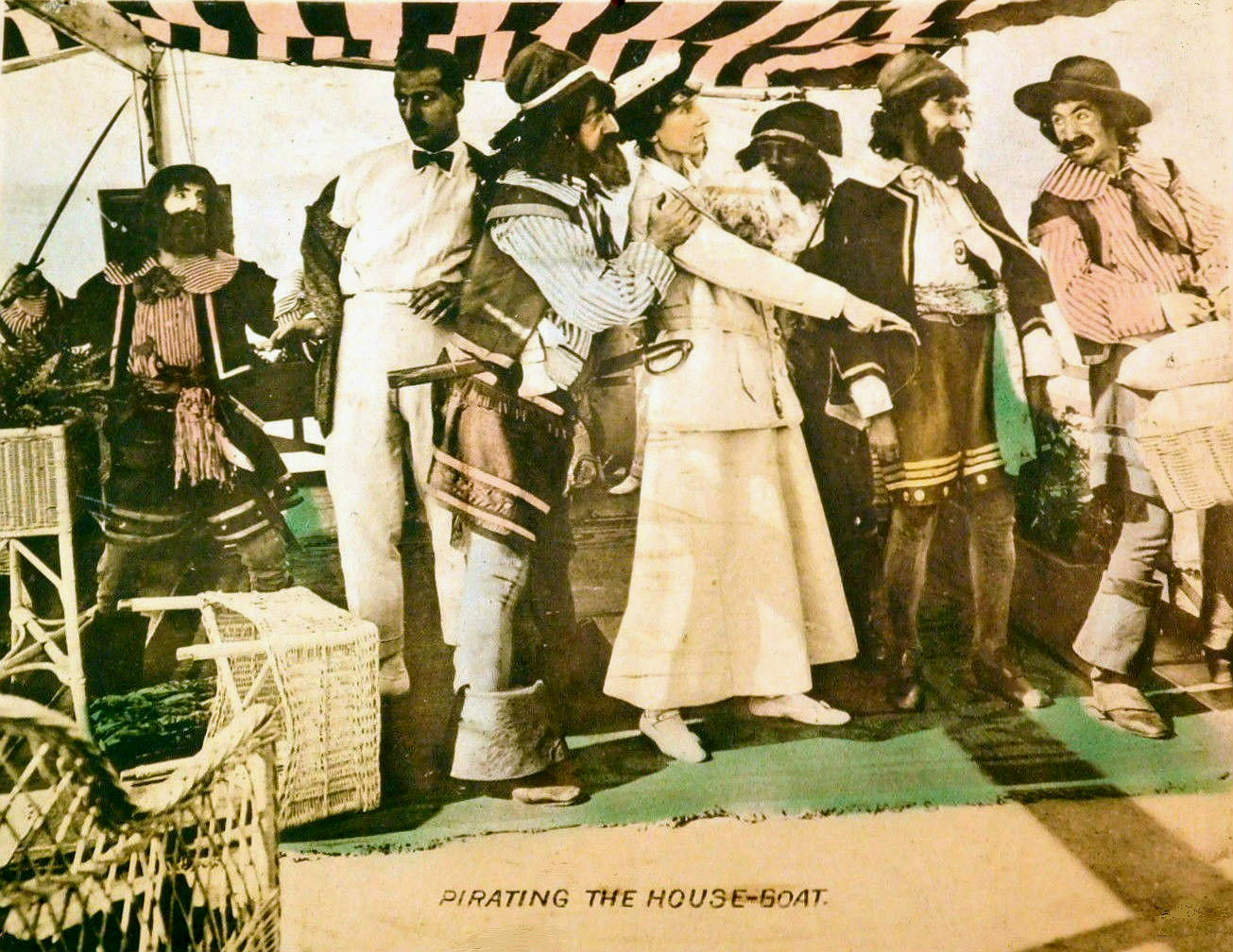

바넷 파커(Barnett Parker, 1886년 9월 11일 ~ 1941년 8월 5일)는 영국의 배우이다.
요크셔에서 태어났으며 로스앤젤레스에서 사망하였다.

## 영화
- 리럭턴트 드래곤 (1941년)
- 이프 아이 해드 마이 웨이 (1940년)
- 훌라벌루 (1940년)
- 히트 퍼레이드 오브 1941 (1940년)
- 베이비 인 암스 (1939년)
- 서커스에서 (1939년)
- 샐리, 아이린 앤 메리 (1938년)
- 리슨, 다링 (1938년)
- 마리 앙투아네트 (1938년)
- 네이비 블루 앤 골드 (1937년)
- 웨이크 업 앤 라이브 (1937년)
- 브로드웨이 멜로디 오브 1938 (1937년)
- 본 투 댄스 (1936년)